# Juan Pantoja de la Cruz

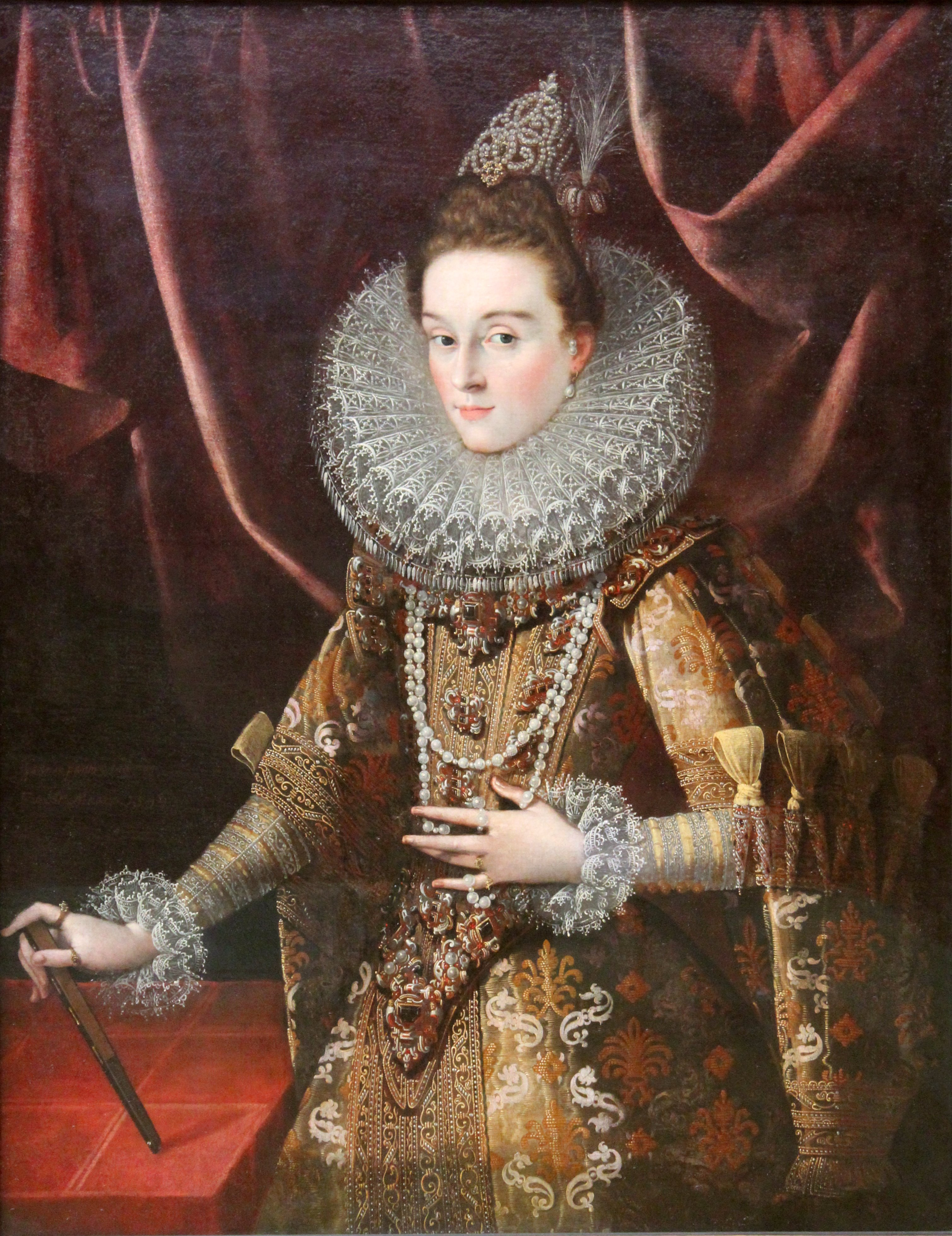
Juan Pantoja de la Cruz – Infantinnan Isabella Clara Eugenia av Spanien (1599), Alte Pinakothek, München.

Juan Pantoja de la Cruz, född 1553 i Valladolid, död 26 oktober 1608 i Madrid, var en spansk målare.
Pantoja de la Cruz var lärjunge till Alonso Sánchez Coello, slöt sig till den italienska riktningen och ägnade sig främst åt det religiösa måleriet, madonnor och helgonbilder, av vilka det finns prov på bland annat i Toledos katedral, i Pradomuseet. I El Escorial finns ett porträtt av Filip II av Spanien.